# Guillaume IV de Saint-Omer
Pour les articles homonymes, voir Guillaume IV et Guillaume de Saint-Omer.
Guillaume IV de Saint-Omer (actif entre 1157-1191) est châtelain de Saint-Omer d'environ 1171 jusqu'à sa mort, ainsi que seigneur de Beaurain et de Fauquembergues.
La date de sa naissance est inconnue ; il est mentionné pour la première fois en 1157, lorsque son oncle, Gauthier, est châtelain. Guillaume est fils du successeur de Gauthier, Guillaume III de Saint-Omer, et d'une dame nommée Mathilde. Guillaume IV est attesté comme châtelain pour la première fois en 1178, mais selon Arthur Giry, il aurait déjà succédé à son père en 1171, car les généalogies de Baudouin d'Avesnes impliquent qu'il est déjà châtelain lorsqu'il se marie avec son épouse, Ida d'Avesnes (sœur du croisé Jacques d'Avesnes), et que le fils aîné du couple, le futur Guillaume V de Saint-Omer, est déjà âgé de plus de 15 ans en 1186. Guillaume est attesté dans une série de documents et de chartes jusqu'au 9 août 1190, mais il semble qu'il soit ensuite parti pour la Terre Sainte, où il meurt en 1191.
Son épouse, Ida d'Avesnes, lui survit jusqu'à quelque temps entre 1205 et mai 1211. Selon Baudoin d'Avesnes, le couple a onze enfants :
- Guillaume V de Saint-Omer (vers 1171 - vers 1246), châtelain de Saint-Omer, marié à Imagina de Looz ;
- Gauthier de Saint-Omer, tué en 1219 lors de la cinquième croisade ;
- Jacques de Saint-Omer, marié dans un premier temps à Clémence de Dammartin et dans un second temps à Elisabeth, veuve du prince d'Achaïe, Geoffroi Ier de Villehardouin ;
- Guillaume VI de Saint-Omer (mort vers 1247-1251), châtelain de Saint-Omer ;
- Nicolas Ier de Saint-Omer, marié à Marguerite de Hongrie, veuve de Boniface de Montferrat ;
- Mathilde de Saint-Omer, mariée à Arnold IV, avoué de Thérouanne ;
- Béatrice de Saint-Omer, dame de Saint-Omer, mariée à Philippe d'Aire ;
- Ida de Saint-Omer, mariée à Gérard III, prévôt de Douai ;
- Agnès de Saint-Omer, abbesse de Messines ;
- Alice de Saint-Omer, mariée dans un premier temps à Baudouin II de Créquy et dans un second temps à Anselme IV de Cayeu ;
- Marguerite de Saint-Omer, mariée à Baudouin III de Créquy.